# Fokko du Cloux
Fokko du Cloux est un mathématicien néerlandais,, né le 20 décembre 1954 à Velp (Brabant-Septentrional) et mort le 11 novembre 2006 à Lyon,.
Ses recherches ont contribué à la résolution du décodage du groupe de Lie E8.
Ce chercheur et enseignant à l'université Lyon-I et à l'École normale supérieure de Lyon a mis au point l’algorithme puis le logiciel permettant de faire réaliser les calculs par des ordinateurs.
Il est mort d'une SLA deux mois avant le résultat des calculs, achevés le 8 janvier 2007 et publiés en mars 2007.

## Formation
Fokko du Cloux est un ancien élève de l'École polytechnique, française, dont il a réussi le concours d’entrée en 1976 mais, étant un élève étranger non soumis aux obligations militaires françaises, il a suivi ses cours avec la promotion 1975, à laquelle il a ainsi été rattaché.

## Thèmes de recherche et centres d'intérêt
- Groupe de Coxeter
- Polynômes de Kazhdan-Lusztig
- Théorie différentiable des représentations

Coxeter, qui porte le nom du mathématicien canadien H.S.M. Coxeter, est un programme d'ordinateur pour l'étude des questions combinatoires sur les groupes de Coxeter, particulièrement celles qui concernent l'ordre de Bruhat et les polynômes de Kazhdan-Lusztig. Il est écrit en C++, et devrait tourner sur les principaux types de station de travail sous Linux ou UNIX.